# Hechos del condestable don Miguel Lucas de Iranzo
Se trata de una obra sobre la vida del personaje histórico Miguel Lucas de Iranzo. Fue un caballero de la corte de Enrique IV que nació en una familia humilde y poco a poco fue consiguiendo ascender socialmente. Empezó a servir al rey con cargos menores, hasta alcanzar los cargos de barón, conde y condestable de Castilla. En ese momento las diversas disputas con sus rivales que querían ocupar su lugar en la Corte le hicieron marchar de allí y combatir para el rey desde Jaén. Allí se dedicó a defender los intereses de la ciudad y organizar las tareas administrativas. En la narración de estos Hechos se indaga en el funcionamiento de la Corte de Enrique IV, así como de la forma de ascender de los nobles y los diferentes destinos de combate en el Reino. Además, importantes estudiosos y literatos se interesaron por la figura de Iranzo por su capacidad de obtener logros y rebajar obstáculos en la Castilla de la segunda mitad de siglo XV.

## Miguel Lucas de Iranzo
Don Miguel Lucas de Iranzo es el protagonista de la crónica los Hechos del Condestable.
Lucas de Iranzo es natural de Belmonte, hijo de Alonso Álvarez de Iranzo y casado con doña Teresa de Solier, hija de Pedro de Torres y Guiomar, con la cual tuvo dos hijos, doña Luisa y don Luis de Torres.
Se educó en el seno de una familia humilde, de poco estado y bajo linaje hasta que el marqués de Villena, don Juan Pacheco, le acomodó en la corte de Juan II, sirviendo como paje al príncipe don Enrique (que más tarde se convertiría en Enrique IV). De este modo, llegó a convertirse en privado del rey, halconero mayor, corregidor y alcalde mayor de la ciudad de Baeza, entre otros títulos.
Fue quinto condestable de Castilla (1458-1473) y recibió las villas de Baños y Linares. Además, siguió y apoyó al rey en la guerra civil.
Se asentó en Jaén y desde allí guerreó contra el reino Nazarí de Granada, por ello, se afirma que la imagen de don Miguel recuerda más a la de un monarca que a la de un caballero, se presenta más como un caudillo militar asemejándose a la figura de gobernador o príncipe.
Finalmente fue asesinado en una iglesia de Jaén en 1473.
Los Hechos del Condestable se escribieron, casi en su totalidad, a medida que iban ocurriendo; desde luego en vida de Miguel Lucas. No se sabe por qué la Crónica se detiene en finales de 1471 y no alcanza la muerte del Condestable en 1473.

### En las fuentes contemporáneas
Los cronistas contemporáneos lo consideraron un hombre de dudosa reputación e insisten en la relación homosexual que mantuvieron el rey, Enrique IV, y el Condestable. Sin embargo, don Miguel es definido como una persona profundamente religiosa.
Diego de Valera le define literalmente como un hombre cruel y tirano que siempre favorecía a los populares, por ello los principales caballeros e hidalgos de Jaén lo detestaban. Además, siempre es mencionado superficialmente, sin que se le dedique mucha atención.
Por otro lado, Diego Enríquez del Castillo, capellán y cronista del Rey, tiene una postura acerca de Lucas de Iranzo muy similar a la de Valera, aunque expone un episodio sobre la llegada de Enrique IV a Jaén en 1469 que se desemeja ligeramente de la versión de los Hechos.
Pedro de Escavias asigna algunas páginas de su obra Repertorio de Príncipes a la figura de Miguel Lucas, en las que explica la envidia que había despertado su persona en el Marqués de Villena y en el Maestre de Calatrava, quienes eran considerados sus enemigos, debido a su extraordinaria personalidad y buena fortuna.
El doctor Lorenzo Galíndez de Carvajal, en las Adiciones genealógicas a los Claros varones de Fernán Pérez de Guzmán [1517] habla sobre su matrimonio con Teresa de Torres y comete ciertos errores, mencionados anteriormente. Además, hace padre de Miguel Lucas a su padrastro, don Alonso Álvarez de Iranzo, y relata la muerte del Condestable.
Debido a la creciente prosperidad de Lucas de Iranzo se formaron dos partidos diferenciados: por un lado, Lope de Barrientos y el Duque de Medinasidonia, junto a Miguel Lucas; y por otra, Pacheco (quien no soportaba que alguien de bajo linaje le arrebatara el maestrazgo de Santiago.
y Pedro Girón, su hermano. Por último, las notas adicionales relatan que en 1458 Miguel Lucas de Iranzo partió de la corte y Enrique IV lo encerró durante dos meses en una torre del Alcázar de Madrid; finalmente, salió para ser nombrado barón, conde y condestable.
Sobre las causas de su muerte hay dos versiones: la versión de Mosén Diego de Valera, quien acusa al Condestable por cobarde durante un conflicto en tierra de moros, por lo que los caballeros de Jaén decidieron trabar una conspiración y atacarle en la Iglesia Mayor hasta darle muerte; y la versión, más convincente, de Floranes, en sus notas a los Anales breves de Galíndez de Carvajal. También se hace referencia en el códice del Marqués de Pidal.
La poesía política de tipo satírico contribuyó en la crítica hacia Miguel Lucas, la más punzante se encuentra en las Coplas del Provincial [aproximadamente entre 1465-1474], obra coetánea de los Hechos, en la que se hace referencia a la condición homosexual y villana del Condestable, que había sido elevado socialmente solo por sus relaciones con Enrique IV.
Por el contrario, Antón de Montoro, en su poema «Defensa nota de nos», enalteció la figura de Lucas de Iranzo.

### El juicio delsigloXX

#### En el ensayo histórico
Gregorio Marañón, como muchos otros autores mencionados anteriormente, también aludió a la inclinación homosexual de Enrique IV, quien mostraba especial preferencia por Miguel Lucas, coincidiendo así en opinión con Alonso de Palencia. Del mismo modo, el historiador inglés Townsend Miller también expuso en su trabajo sobre el rey Enrique IV la lucha interna de don Miguel entre su religiosidad y su faceta homosexual. Además, afirma que el joven tenía una edad bastante aproximada a la del rey y que nunca se definió claramente.
Enrique Toral Peñaranda, en su estudio sobre Jaén y el Condestable, aclaró varios aspectos relevantes sobre la vida de Miguel Lucas y su familia, incluso después de su muerte. Confirmó que no hubo conspiración alguna en su muerte, debido a la pacífica convivencia en el Concejo de la ciudad. Aunque es probable que muchos caballeros se alegraran de su muerte. Sin embargo, su fallecimiento supuso la desaparición de una autoridad ilimitada.

#### En la literatura
Algunas novelas publicadas reflejan al Condestable Iranzo como un personaje y no como protagonista.
Juan Eslava Galán presenta a Miguel Lucas como un perfecto caballero devoto cristiano, en su obra En busca del unicornio leal a su Rey incluso en la fantasía de buscar un cuerno de unicornio que, al final, no es más que el de un rinoceronte blanco africano.
Antonio Gala, ganador del premio Planeta (del mismo modo que Eslava Galán) con El manuscrito carmesí, en la que ofrece una visión personal acerca del Condestable. Hace referencia sobre su ataque al castillo de Arenas, Aldeire y La Calahorra. Además, también lo menciona en boca de su pintor de cámara Millán de Azuaga, quien lo describe como un hombre culto superior a su tiempo que no tenía buena relación con la gente. Asimismo, habla sobre las relaciones de don Miguel con el rey, aunque aparece descrito como heterosexual, e incluso se hace alusión a su relación con la Condesa. Finalmente, habla sobre su trágico final en el que, según Gala, murió lapidado en la catedral el día del Corpus.[

### Contenido de la crónica
La crónica recoge la vida y los hechos de Lucas de Iranzo con detenimiento desde que obtuvo, el 25 de marzo de 1458, los títulos de barón, conde y condestable hasta llegada la fecha a finales de diciembre de 1471 de la conclusión de los Hechos del Condestable, unos meses antes de su muerte.
Miguel Lucas pasa a la vez en su vida por su mayor gloria y el más terrible desamparo. El rey Enrique IV le beneficia con honores mientras lo mantiene en el lugar donde quería, alejado el Condestable de su ámbito privado. Además, el ascenso de sus rivales y su forma de medrar en la corte hacen que voluntariamente decida marchar a Jaén para vivir entre festejos populares y costumbres de otro tipo. Esto derivado de un intento frustrado de acercar posturas con el rey.
Pasará ya en este nuevo destino lo que le queda de vida, con la labor administrativa y de protección fronteriza.
Su carácter más bien popular y accesible en la literatura hacen del relato un gran documento histórico ya que se ajusta más a la realidad y huye de un carácter épico o elevado. En definitiva, la crónica nos muestra muy bien el panorama histórico con multitud de ejemplos relativos a las tareas y los cargos del Condestable que nos lleva a sus labores fronterizas o a los banquetes y torneos, bodas, bautizados, funerales… También a hechos políticos y económicos, no solo de la ciudad fronteriza sino de la propia Castilla, al detalle, revelando incluso los secretos más íntimos. 

### Estructura
La obra se divide en tres partes diferentes, dentro de las cuales la central presenta un mayor interés. Este es el bienio de 1463-1464 en el que se impulsa la escritura de la Crónica del Condestable y se narran los hechos más relevantes y definitorios que revelan su capacidad militar y sus dotes de gobierno.
Su identidad de gobernante se muestra en los convites, eventos sociales y trabajos socioeconómico, mantiene negociaciones con el Maestre de Calatrava y atiende a Enrique IV. Respecto a su capacidad militar o caballeresca está de la mano de la anterior por cuidar a sus soldados, velar por la mejoría de sus condiciones y mantener en orden las fronteras para salvaguardar a la población de los ataques.
- De 1458 a 1462 (caps. I-XI) el ascenso político y el destierro de la Corte.
- De 1463 a 1464 (caps. X-XXIII) período ya explicado, la construcción del orden señorial.
- De 1465 a 1471 (caps. XXIV-XLIX) La defensa de la identidad territorial.

Los primeros cinco años son los más breves y tienen que redactarse desde un lugar esperanzador, para don Miguel Lucas de 1663-1664, momento que tiene para recordar los sucesos que le condujeron a recluirse en Jaén, tras el deslumbrante nombramiento de Condestable, portando las características más virtuosas que después el rey echaría de menos. Por ello, una vez definidas las prerrogativas de la dignidad recibida (I), se descubren las asechanzas con las que los hermanos Pacheco y Girón comienzan a conspirar contra él, mientras se esfuerza en mantener la justicia en Jaén (II). Se refieren, con pormenor, las causas del destierro voluntario (III) y el modo en que Don Miguel Lucas, desde la distancia de Bailén, sigue cumpliendo los cometidos de su oficio, recibiendo al embajador francés (IV), retirado definitivamente en Jaén, afirmara linaje casando con doña Teresa de Torres (V) y atendiendo a las necesarias reformas de una ciudad abatida por las continuas luchas fronterizas.
Este es el contexto en el que se mueve Miguel Lucas para mostrar sus habilidades a lo largo del año de 1462 (VII-IX) a través de hazañas tales como la incursión contra la vega granadina que provoca el terror en la corte nazarita.
El tercer núcleo, con los últimos siete años, nos habla de cómo don Miguel Lucas resiste en parte del territorio andaluz, mientras en el global se descompone, debido a que las ambiciones de poder de Pacheco van al alza. Pedro Girón se convierte en su enemigo declarado y mientras tanto Iranzo defiende a ultranza la ciudad de Jaén. Todo esto se entiende mejor con la canción en alabanza del Condestable, a cuatro voces, conservada con su música.
El Condestable no puede sofocar todos los hechos a pesar de su empeño, pero sí consigue sofocar las revueltas acercándose a su enemigo para lograr la tregua.
Los dos últimos años no quedan claros en el desarrollo de la guerra: el Condestable obtiene victorias (XLVI), pero también el rey de Granada recupera posiciones perdidas (XLVII). Don Miguel Lucas va a reflejar su dolor en una carta al papa Sixto IV.

### Estilo
Resulta complicado descifrar las razones de la composición del documento biográfico y a la vez cronístico que constituyen los Hechos.
Se conserva en tres manuscritos y dos fragmentos, sin que aparezca en ninguno de ellos algún tipo de introducción que nos ayudara a saber la persona que lo compiló. Además de la intención con que se ordenaban las noticias referidas al Condestable desde su nombramiento a sus peores sucesos con las artimañas de sus competidores.
Toda la obra gira en torno a la idea de cómo una persona repleta de galardones y alabanzas se ve inmersa en una defensa contra sus envidiosos, que muestran los peores y contrarios valores de la vida cortesana. Es, por lo tanto, una antítesis narrativa; por un lado, las tres llamadas del faraute Castilla que culminan con la suma de los honores recibidos. Después, las persecuciones que llevan al Condestable a huir de la corte, las intrigas son continuas en el viaje de 1458 por Andalucía.

### Autoría y composición
Esta hipótesis de doble autoría solo había sido tanteada con anterioridad por Inoria Pepe, si bien él consideraba que ambos autores habrían compuesto la obra conjuntamente, siendo uno de ellos el autor literario y el otro probablemente un secretario encargado de recopilar notas e información desde algún lugar privilegiado de la corte de don Miguel.
De este modo, antes del año 1973 no hubo ninguna persona que se planteara la posibilidad de la doble autoría de esta obra. Los únicos nombres mencionados por los críticos fueron los de Diego de Gámez, Juan de Olid, Pedro de Escavias, Luis del Castillo o Gonzalo Mexía (o Messía).
Catherine Soriano del Castillo opina que en esta obra pueden diferenciarse varios estilos y voces diferentes y particulares, que, desde ningún punto de vista son discordantes. Afirma que ambas voces presentan diferentes puntos de vista acerca de la historia narrada. Para demostrar tales afirmaciones se basa en el análisis descriptivo que lleva a cabo en las técnicas narrativas que describe en su tesis.

### Ediciones de la obra
Pascual de Gayangos, ed. (1855). «Tomo VIII». Memorial histórico español. Madrid: Real Academia de la Historia.
Juan de Mata Carriazo, ed. (1940). «3». Hechos del Condestable don Miguel Lucas de Iranzo. Madrid: Espasa-Calpe.
Charles V. Aubrun, ed. (1942). «XLIV». Chronique de Miguel Lucas de Iranzo.
Inoria Pepe, ed. (1962). Sulla datazione e la paternità degli Hechos del Condestable don Miguel Lucas de Iranzo. Pisa.
Juan Bautista Avalle-Arce, ed. (1972). «127». El Cronista Pedro de Escavias: una vida del siglo XV. Chapel Hill: The University of North Carolina Press.
Michel García, ed. (janvier-juin 1973). «LXXV». A propos de la Chronique du Connétable Miguel Lucas de Iranzo. Bulletin Hispanique.

### Estudios
Díaz Montesinos, F (1985). El léxico de los Hechos del Condestable Miguel Lucas de Iranzo. Tesis doctoral dir. D. Manuel Alvar López. Madrid: Universidad Complutense.
Soriano del Castillo, C (1993). Los Hechos del Condestable don Miguel Lucas de Iranzo: estudio y edición.. Tesis doctoral dir. D. Álvaro Alonso Miguel. Madrid: Universidad Complutense de Madrid, Dep. de Filología Española II.
Soriano del Castillo, C (1994). «¿Autor o autores en los "Hechos del condestable don Miguel Lucas de Iranzo? Vol 2». Actas del III Congreso de la Asociación Hispánica de Literatura Medieval. (1989). Salamanca: Biblioteca Española del siglo XV, Departamento de Literatura Española e Hispanoamericana. pp. 1037-1048.
Carceller Cerviño, M.P. (2000). El ascenso político de Miguel Lucas de Iranzo. Jaén: Instituto de Estudios Giennenses.
Gómez Redondo. F (2002). Historia de la prosa medieval castellana. Vol 3, Los orígenes del humanismo, el marco cultural de Enrique III y Juan II. Madrid: Cátedra. pp. 3558-3579.
Mata Carriazo y Arrioca, J.de García (2009). Hechos del Condestable don Miguel Lucas de Iranzo. Madrid: Espasa-Calpe.
Martín Romero, J. J (2011). «El condestable Miguel Lucas en su Crónica». Revista de Filología Española, vol 91 (01). Madrid: Consejo Superior de Investigaciones Científicas. pp. 129-158.
- Datos: Q83296470